# Brug 535
Brug 535 is een vaste brug in het Amsterdamse Bos, vallend onder de gemeente Amsterdam.
Deze houten brug ligt in een voetpad nabij het doolhof en de geitenboerderij. Het maakt deel uit van een serie bruggen die ogenschijnlijk op elkaar lijken. Andere bruggen uit die familie zijn brug 533, brug 534 en brug 528. Ze werden tegelijkertijd ontworpen en gebouwd. Ontwerp kwam van architect Piet Kramer van de Dienst der Publiek Werken. Hij ontwierp voor het Amsterdamse Bos talloze houten bruggen, alhoewel in te delen in soortgelijke bruggen binnen een familie verschillen alle houten bruggen van elkaar. De drie bovenstaande bruggen hebben bijvoorbeeld een brugpijler in de watergang, maar dit kleine bruggetje 535 niet. De brug ligt in hetzelfde onverharde wandelpad als bruggen 533 en 534. De brug wordt gedragen door in de oevers staande houten brugpijlers, waarop dwars jukken zijn gelegd. Die jukken dragen de overspanning, geheel opgetrokken van hout. Vanuit de zijkant van de houten liggers rijzen taps toelopende balusters op afgesloten door ronde rode kapjes. Vanaf het brugdek staan daartussen zeshoekige balusters die tot de bovenste leuning lopen. De balustrades worden gevormd door balken (boven) en planken (onder). De bovenste leuningen lopen daarbij verder door dan de onderste. Vanuit die onderste leuningen lopen geleideleuningen door tot op de walkant. Het voetpad is breder dan het brugdek, de geleideleuningen trekken ook de blik van de kijker naar de brug. De geleideleuningen worden aan hun eind gedragen door balusters, die hier worden afgedekt door middel van puntige kapjes. Die vorm kapjes zijn ook terug te vinden in de uiteinden van de jukken.

## Culturele waarde
In 1999 werden alle bruggen in het Amsterdamse Bos door MTD Landschapsarchitecten in opdracht van de gemeente onderzocht op hun cultureel belang. Zij constateerden voor brug 535:
- in combinatie met de andere drie bruggen onderdeel van de bosrandroute
- eenheid in houten dek en leuningen
- de verticale pylonen markeren de brug als geheel
- karakteristieke houtverbindingen
- overhoekse aansluiting op voetpaden.

Minpunten vond ze de onopvallende ligging vanwege de bruine kleur die de brug toen had. De brug werd later vernieuwd en uitgevoerd in de kleuren zwart-wit, omdat de originele kleuren niet bekend waren. Toch vonden ze een waardevol exemplaar binnen het oeuvre van Kramer in het bos.
Amstelveen benoemde in 2003 de brug 534 tot gemeentelijk monument. In 2017 volgde nog een reparatie waarbij de kleur werd omgezet in wit en rood.

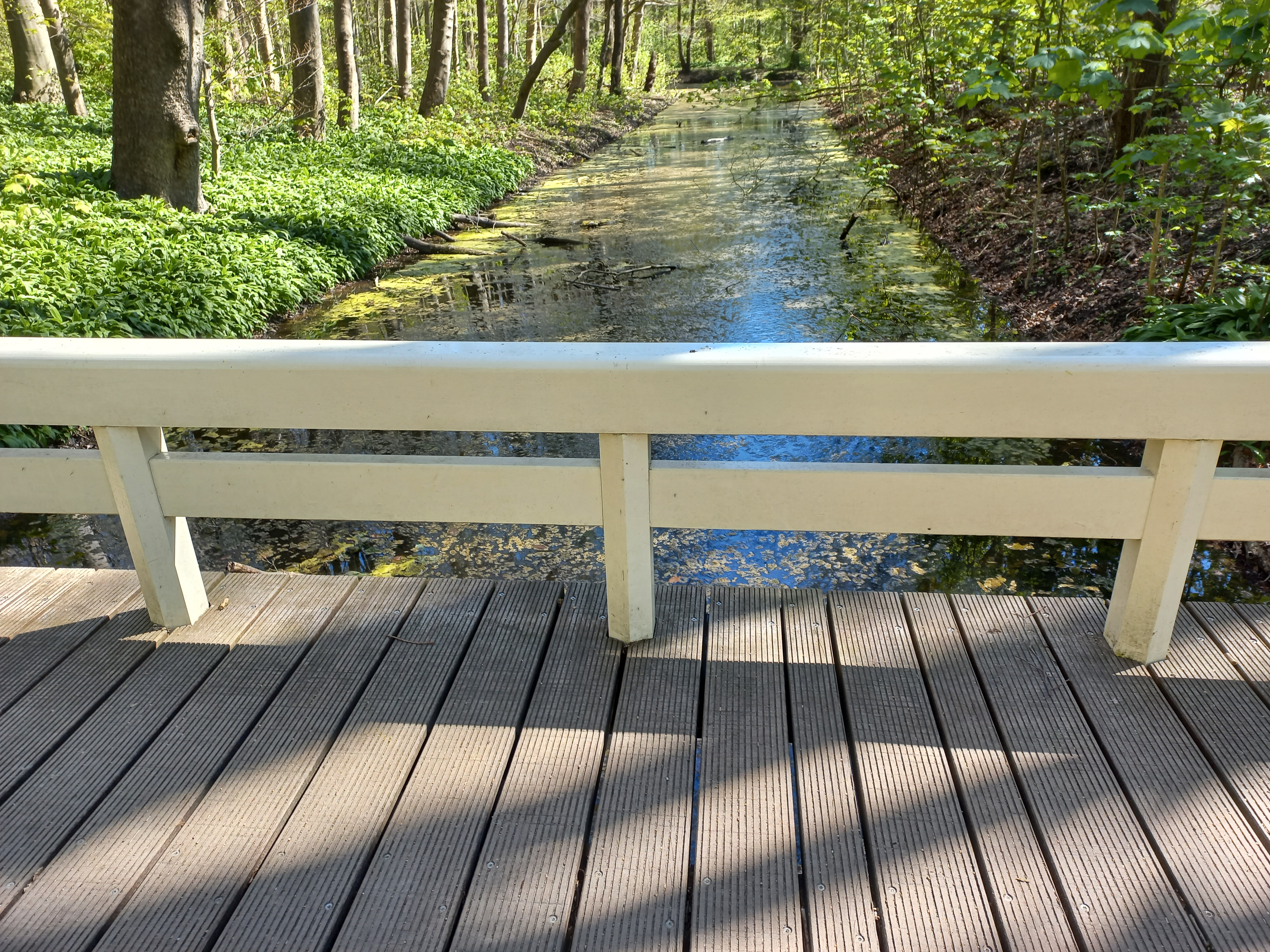
Uitzicht over een leuning van brug 535 (april 2022)

<<< · 500 · 501 ·  503 · 504 · 505 · 506 · 507 · 508 · 509 · 510 · 511 · 512 · 513 · 514 · 515 · 516 · 517 · 518 · 519 · 520 · 521 · 522 · 523 · 525 · 526 · 527 · 528 · 530 · 531 · 532 · 533 · 534 · 535 · 536 · 537 · 538 · 539 · 540 · 541 · 542 · 543 · 544 · 545 · 546 · 547 · 548 · 549 · 550 · 551 · 552 · 553 · 554 · 555 · 556 · 557 · 558 · 559 · 560 · 561 · 562 · 563 · 564 · 565 · 566 · 567 · 569 · 571 · 572 · 573 · 575 · 577 · 578 · 580 · 581 · 582 · 583 · 584 · 586 · 587 · 589 · 590 · 591 · 592 · 593 · 594 · >>>
Brugnummers 502, 524, 529, 568, 570, 574, 576, 579, 585, 588, 595, 596, 597, 598, 599 zijn niet (meer) vergeven.